# خوسيه غوادالوبي ريفيرا ريفيرا
خوسيه غوادالوبي ريفيرا ريفيرا (بالإسبانية: José Guadalupe Rivera Rivera)‏ هو سياسي مكسيكي، ولد في 12 ديسمبر 1951 في ولاية سان لويس بوتوسي في المكسيك. حزبياً، نشط في حزب العمل الوطني. وقد انتخب عضو مجلس النواب المكسيك.